# Mariana Derderian
Mariana Sirvat Derderian Espinoza (Caracas - Venezuela, 15 de enero de 1980) es una actriz y presentadora de televisión chilena, conocida popularmente por sus papeles principales en Floribella (2006) y Mi bella genio (2009).

## Biografía
Nació en Caracas el 15 de enero de 1980. Es hija de los chilenos José Derderian Abkarian y de Lily Espinoza Comas. Tiene una hermana; Daniela Derderian; odontóloga. Por parte paterna, su familia es originaria de Siria y Armenia.   
Derderian pasó su infancia en Venezuela, hasta el retorno de sus padres a Chile en 1990, a partir de ese año, los Derderian se radican en el sector nororiente de Santiago.  
Cursó sus estudios secundarios en el Colegio San Pedro Nolasco, de Vitacura y luego estudió Ingeniería comercial en la Universidad Mayor. Durante su tercer año de carrera, Derderian encontró su vocación profesional en el teatro y decidió tomar talleres vespertinos, primero en las municipalidades de Vitacura y Las Condes, y luego, en la Academia Club de Teatro, del connotado director Fernando González Mardones.  
A la edad de 16 años, Derderian se presentó al concurso de belleza Miss 17, donde obtuvo el premio Miss Simpatía.

## Carrera
A fines de 2004, Derderian junto a una compañera de su curso se presentó a un casting en Canal 13, donde quedó seleccionada para participar en la teleserie Brujas, donde interpretó a Macarena Altamirano, una muchacha inmadura emocionalmente, caprichosa, coqueta, alegre, inocente y muy buena amiga, que se enamoraba de Byron, el personaje interpretado Héctor Morales. 
Mariana egresó de la Universidad y comenzó con las grabaciones, que combinaba con la elaboración de su tesis. Tras Brujas, Derderian participó de inmediato en la teleserie Gatas y tuercas. En dicha producción, tuvo una participación menor como Carolina "Caco" Ulloa. Derderian terminó su tesis y obtuvo su título profesional. 
A comienzos de 2006, Mariana Derderian participó en el casting de la telenovela del segundo semestre de Televisión Nacional de Chile (TVN). Fue seleccionada para representar a Florencia ''Flor'' González en Floribella. Este personaje fue su primera presentación como protagonista de una telenovela musical chilena. La actriz se presentó en el Teatro Caupolicán y obtuvo un disco de oro.
A comienzos de 2007 participó como jurado en el Festival de La Serena, junto a Jon Secada, Raquel Argandoña y dos compañeros de Floribella, Cristián Riquelme y Cristián Arriagada. En tanto, su debut en el cine se realizó en la película Malta con huevo, estrenada en 2007, año en que también participó como Britney Urrutia en la fallida teleserie Amor por accidente, siendo hermana del personaje de Fernanda Urrejola. 
Al año siguiente, formó parte de la nueva versión del programa busca talentos Rojo: El valor del talento como coanimadora del espacio y guía para los participantes que se encuentran en competencia, pero la baja sintonía del espacio ha puesto en duda su continuidad. Al mismo tiempo, Derderian fue incorporada como una de las participantes de la cuarta temporada de El baile en TVN, programa en el cual obtuvo el tercer lugar con gran apoyo del público.
Derderian protagonizó la adaptación chilena de la famosa serie estadounidense Mi bella genio en 2009 y tuvo un rol en la teleserie Los ángeles de Estela, antes de finalizar su contrato con TVN. En 2010 y 2011, Derderian trabajó en Mega donde participó en programas como La liga y Salas de juego, además de la fallida telenovela juvenil Decibel 110. Años después, volvió a TVN para actuar en la penúltima teleserie diurna La chúcara. 
Ha participado en videos para la productora generadora de contenidos de internet "Woki Toki".
En 2018 se unió al matinal Bienvenidos de Canal 13 como panelista. Al año siguiente se estrenó la película Ella es Cristina de Gonzalo Maza, en la cual fue protagonista. Derderián actuó junto a Paloma Salas, Roberto Farías y Néstor Cantillana.

## Vida personal
Fue pareja del actor Cristián Riquelme entre 2006 y 2008, a quien conoció en el rodaje de Floribella. Posteriormente, Derderian se emparejó con el periodista Francisco Aravena en 2011, con quien tuvo dos hijos; Leticia (n. 2015) y Pedro (n. 2017). La pareja se separó en 2018, luego de ocho años de relación. Entre enero y marzo de 2024, Derderian mantuvo un romance con el periodista Mauricio Jürgensen.
Mariana ha dicho que en un principio, su adaptación en Chile no fue tan fácil. Ella sufrió bulliyng en la escuela por su acento venezolano y por el uso de palabras de dicho país. También le fue difícil acostumbrarse a las bajas temperaturas de Santiago en el invierno, muy distintas a las de Caracas. Aunque ha logrado adaptarse totalmente a la cultura chilena, reveló que en su casa aún dice expresiones y palabras comunes de Venezuela, como "la nevera" y "la gaveta".
El 8 de mayo de 2024, Derderian sufrió un incendio en su hogar en la comuna de Vitacura, donde se encontraba ella junto a sus dos hijos. Derderian evacuó el inmueble junto a su hija Leticia, pero su hijo menor falleció producto del humo. Las primeras hipótesis señalaban que el fuego se habría iniciado por una sobrecarga eléctrica (la residencia se encontraba sin energía desde el día anterior por la nieve caída el día 7 de mayo) en la habitación de su hijo Pedro. El padre de los niños y expareja de Mariana, el periodista Francisco Aravena, acudió al hogar una vez enterado del siniestro, y sufrió quemaduras graves tratando de salvar a su hijo del hogar, que lo llevaron a ser internado con coma inducido.

## Controversias
En 2015 Mariana Derderian interpuso una demanda judicial ante la Dirección del Trabajo de Chile contra la empresa de producción audiovisual DDRIO Televisión, propiedad del actor y empresario Pablo Díaz Del Río, por acoso y maltrato laboral durante su embarazo, esto por obligarla a renunciar a su fuero maternal.

## Filmografía

### Cine
| Año  | Título           | Papel    | Director             | Ref. |
| ---- | ---------------- | -------- | -------------------- | ---- |
| 2007 | Malta con huevo  | Mónica   | Cristóbal Valderrama |      |
| 2019 | Ella es Cristina | Cristina | Gonzalo Maza         |      |

### Televisión
| Año  | Título                | Papel                       | Canal    | Ref.   |
| ---- | --------------------- | --------------------------- | -------- | ------ |
| 2004 | Hippie                | Isidora Valdovinos          | Canal 13 |        |
| 2005 | Brujas                | Macarena Altamirano         | Canal 13 |        |
| 2005 | Gatas y tuercas       | Carolina Ulloa              | Canal 13 |        |
| 2006 | Floribella            | Florencia ''Flor'' González | TVN      | [ 13 ] |
| 2007 | Amor por accidente    | Britney Urrutia             | TVN      |        |
| 2009 | Los ángeles de Estela | Alejandra Andrade           | TVN      |        |
| 2011 | Decibel 110           | Clara Ríos                  | Mega     | [ 14 ] |
| 2013 | Mamá mechona          | Lilian Marín                | Canal 13 |        |
| 2014 | La chúcara            | Luciana Cavalli             | TVN      | [ 15 ] |

| Año  | Título               | Papel     | Canal       | Ref.   |
| ---- | -------------------- | --------- | ----------- | ------ |
| 2007 | El día menos pensado | Valentina | TVN         |        |
| 2008 | Mi bella genio       | Jenny     | TVN         | [ 16 ] |
| 2016 | Mi Cooking Therapy   | Paula     | Mega        |        |
| 2020 | La jauría            | Josefa    | Prime Video |        |

### Programas de televisión
- El último pasajero (TVN, 2007) - Invitada
- El baile en TVN (TVN, 2008) - Participante
- Rojo, el valor del talento (TVN, 2008) - Coanimadora
- La liga (Mega,2010) - Conductora
- Salas de juego (Mega, 2011) - Conductora
- Tendencia urbana (13C, 2012) - Conductora
- Mujeres primero (La Red, 2012) - Invitada
- Mundos opuestos 2 (Canal 13, 2013) - Anfitriona
- Toc Show (UCV Televisión, 2013) - Panelista
- Sin Dios ni late (Zona Latina, 2014) - Invitada
- El Menú, historias a la carta (TVN, 2014) - Invitada
- Mentiras verdaderas (La Red, 2016) - Invitada
- Doble tentación (Mega, 2017) - Anfitriona
- Pasapalabra (Chilevisión, 2018) - Invitada
- Bienvenidos (Canal 13, 2018-2019) - Panelista
- Pasapalabra (Chilevisión, 2020) -Invitada
- Esta es mi ruta (Mega, 2021) conductora

## Publicidad
- Shampoo Ballerina - Protagonista del comercial. (2007)
- Cicatricure - Protagonista. (2018)

## Radio
- La Comunidad Sin Anillo (Radio Concierto, 2017-2018)
- La Personal (Radio Concierto, 2017)